# وایومینگ (ایلینوی)
وایومینگ، ایلینوی (به انگلیسی: Wyoming, Illinois) یک شهر در ایالات متحده آمریکا با جمعیت ۱٬۴۲۴ نفر است که در ایلی‌نوی واقع شده‌است.

## موقعیت جغرافیایی
موقعیت جغرافیایی شهرها و مناطق اطراف به شرح زیر است: